# جک کارتمول
جک کارتمول (انگلیسی: Jack Cartmell; ۲۸ اوت ۱۸۹۰ – ۲۳ فوریهٔ ۱۹۷۹) بازیکن فوتبال اهل بریتانیا بود.
از باشگاه‌هایی که در آن بازی کرده‌است می‌توان به باشگاه فوتبال گیلینگام، باشگاه فوتبال بلکپول، باشگاه فوتبال ای‌اف‌سی بورنموث، باشگاه فوتبال هارت آف میدلوتیان، باشگاه فوتبال برنتفورد و باشگاه فوتبال هادرزفیلد تاون اشاره کرد.